# Joannes Baptista Burchardus de Bellefroid
Jhr. Joannes Baptista Burchardus de Bellefroid, heer van Mathena (Ambt Delden, 31 december 1790 - Zutphen, 5 april 1876) was een Nederlands generaal-majoor en gouverneur der Residentie.

## Biografie
De Bellefroid was een lid van de familie De Bellefroid en een zoon van jhr. Philippus Jacobus (1762-1839), kapitein infanterie, en Isabella Elisabeth Johanna van Westerholt (1765-1813). Hij bleef ongehuwd.
In 1809 trad De Bellefroid in Westfaalse dienst als volontair en klom daar op tot eerste luitenant. In die laatste rang werd hij ook in 1814 in Nederlandse dienst aangesteld. Daar bracht hij het uiteindelijk tot luitenant-kolonel. Vanaf 2 oktober 1846 was hij benoemd tot provinciaal commandant van Zuid-Holland en uit dien hoofde ook (waarnemend) gouverneur der Residentie. Per 12 juli 1847 werd hij van die functies ontheven en op 3 oktober 1848 werd hij gepensioneerd met de rang van generaal-majoor, dit laatste op verzoek nadat jhr. Johannes Theodorus van Spengler (1790-1856) het brigade- en provinciaal commando had overgenomen.

### Onderscheidingen
- Ridderkruis Militaire Willems-Orde, 4e klasse (1817)
- Ridderkruis Militaire Willems-Orde, 3e klasse (1831)
- Ridder in de Orde van de Nederlandse Leeuw (1840)
- Commandeur in het Legioen van Eer